# Erik Björlander
Erik Artur Björlander, född 24 mars 1910 i Mjölby församling, Östergötlands län, död 4 oktober 1998 i Västerviks församling, Kalmar län, var en svensk präst.

## Biografi
Erik Björlander föddes 1910 i Mjölby församling. Han var son till banvakten Emil Karlsson och Josefina Johansson. Björlander avlade 1938 teologie kandidatexamen vid Uppsala universitet och blev 1940 komminister i Grötlingbo församling på Gotland. Han blev 1950 tillförordnad kyrkoherde i Stenkyrka församling på Gotland och från 1953 ordinarie kyrkoherde. Björlander blev 1959 kyrkoherde i Tuna församling. Han blev 1971 kontraktsprost i Södra Tjusts och Tunaläns kontrakt. Björlander avled 1998 i Västerviks församling.
Han var även ordförande i kyrkofullmäktige 1950 och kyrkorådet 1964.

### Familj
Björlander gifte sig 1940 med Nanna Olsson (född 1916), som var dotter till hemmansägaren Christian Olsson och Maria Andersson. De fick tillsammans sonen Gunnar Björlander (född 1941).